# نوريا سانتياغو
نوريا سانتياغو (بالإسبانية: Nuria Santiago)‏ هي لاعبة كرة قدم إسبانية، ولدت في 11 أبريل 1991 في بلنسية في إسبانيا. لعبت مع أتلتيكو مدريد للسيدات وأتلتيكو مدريد.